# Buenavista del Norte
Buenavista del Norte ist eine Stadt auf der Kanarischen Insel Teneriffa mit 4.680 Einwohnern (Stand: 2024). Sie ist mit Santa Cruz de Tenerife über die Straße Buenavista del Norte–Icod de los Vinos (TF-42) verbunden.
Die Gemeinde Buenavista del Norte hat eine Ausdehnung von 67,42 km² auf einer durchschnittlichen Höhe von 90 Metern über dem Meeresspiegel. Auf dem Gemeindegebiet liegt auch der westlichste Punkt Teneriffas, das Kap Punta de Teno.

## Einwohner
| Jahr | Einwohner | Bevölkerungsdichte    |
| ---- | --------- | --------------------- |
| 1991 | 5.561     | 82,5 Einwohner je km² |
| 1996 | 5.664     | 84,0 Einwohner je km² |
| 2001 | 5.322     | 78,9 Einwohner je km² |
| 2002 | 5,413     | 80,3 Einwohner je km² |
| 2003 | 5.453     | 80,9 Einwohner je km² |
| 2004 | 5.301     | 78,6 Einwohner je km² |
| 2005 | 5.300     | 78,6 Einwohner je km² |
| 2006 | 5.225     | 77,5 Einwohner je km² |
| 2007 | 5.188     | 77,0 Einwohner je km² |
| 2014 | 4.884     | 72,4 Einwohner je km² |

## Sehenswürdigkeiten

### Iglesia Nuestra Señora de Los Remedios

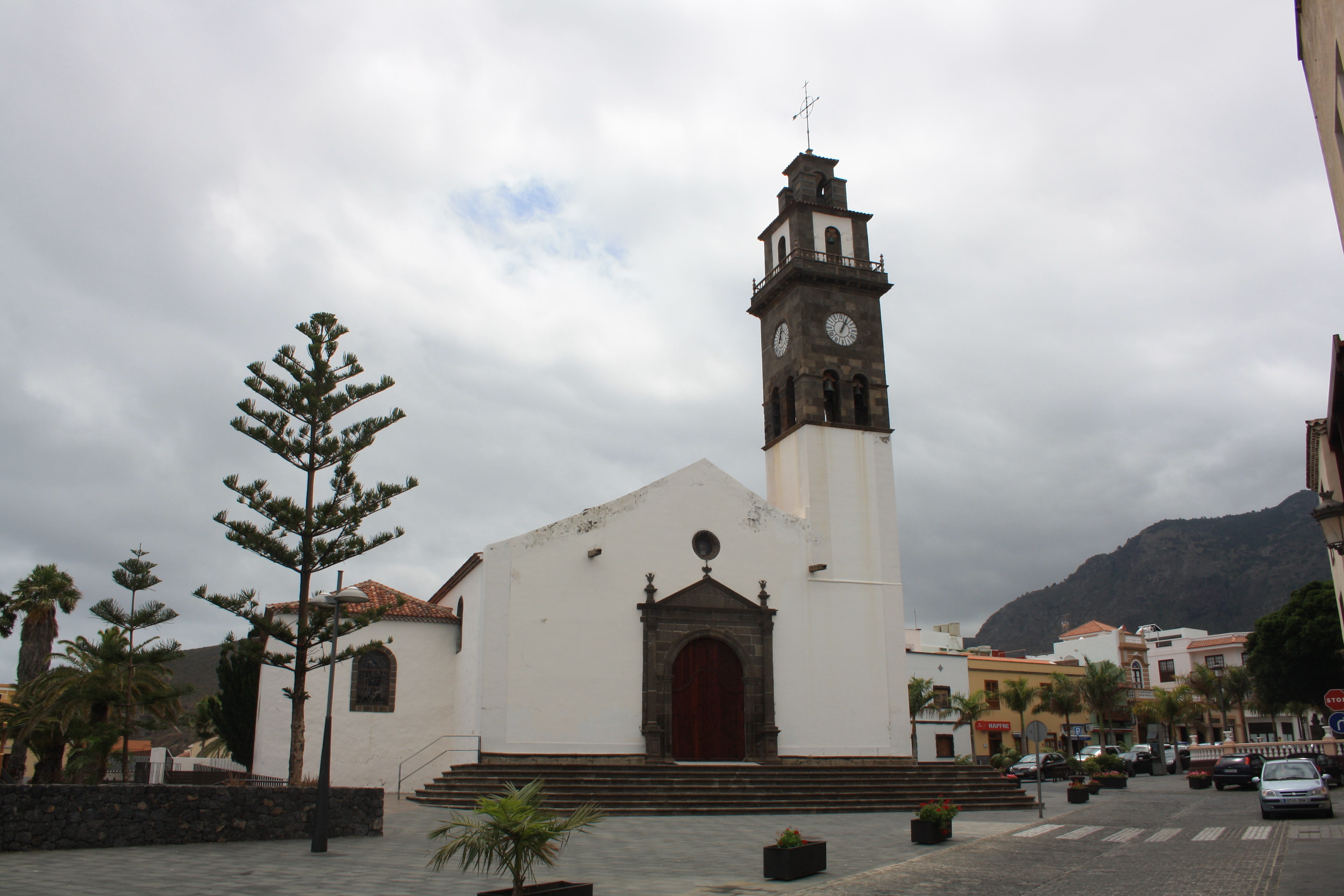
Kirche von Nuestra Señora de Los Remedios

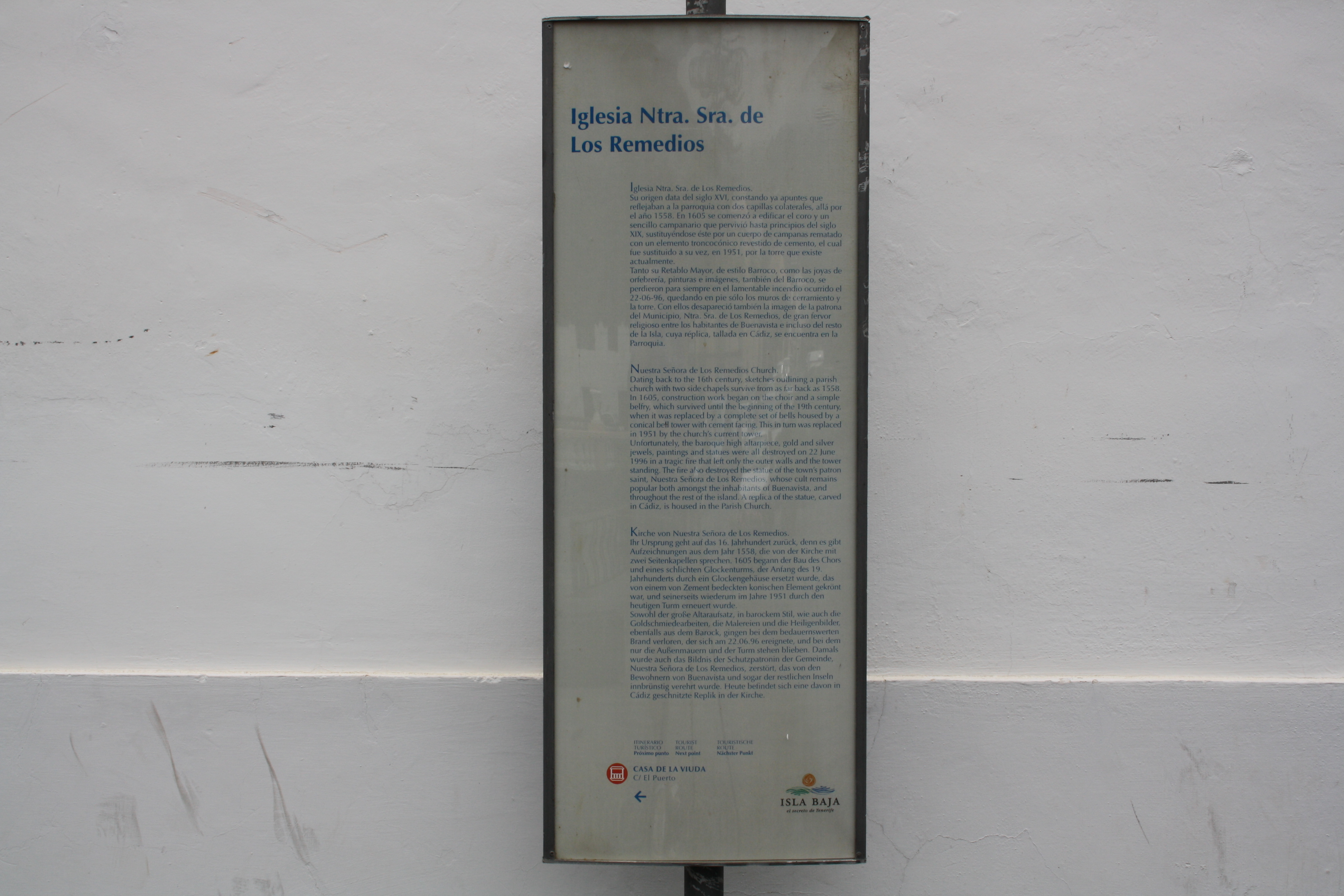
Dreisprachige Information neben der Kirchentüre

Ihr Ursprung geht auf das 16. Jahrhundert zurück, denn es gibt Aufzeichnungen aus dem Jahr 1558, die von einer Kirche mit zwei Seitenkapellen berichten. 1605 begann der Bau des Chors und eines schlichten Glockenturms, der Anfang des 19. Jahrhunderts durch ein Glockengehäuse ersetzt wurde, das von einem von Zement bedeckten konischen Element gekrönt war, und seinerseits wiederum durch den heutigen Turm erneuert wurde.
Sowohl der große barocke Altaraufsatz als auch Goldschmiedearbeiten, die Malereien und die Heiligenbilder, ebenfalls aus dem Barock, gingen bei einem Brand am 22. Juni 1996, bei dem nur die Außenmauern und der Turm stehen blieben, verloren. Damals wurde auch das Bildnis der Schutzpatronin der Gemeinde, Nuestra Señora de Los Remedios, zerstört, das von den Bewohnern von Buenavista und sogar von Bewohnern der anderen kanarischen Inseln inbrünstig verehrt wurde. Heute befindet sich eine in Cádiz geschnitzte Replik in der Kirche.

### Golfplatz Buenavista
Der von Severiano Ballesteros entworfene Golfplatz verfügt über 18 Löcher. Der Platz wurde 2003 in Betrieb genommen. Im Zusammenhang mit dem Golfplatz entstand eine mit Natursteinen gepflasterte Strandpromenade, die an der Steilküste entlangführt.